# Canadian Warplane Heritage Museum
Le Canadian Warplane Heritage Museum (CWH) est un musée de l'aéronautique situé à Hamilton (Ontario). Le musée possède et expose 47 aéronefs : avions à réaction militaires, avions à hélice et hélicoptères.

## Collection
Le musée possède les aéronefs suivants :

### Avions de chasse à hélice
- Fairey Firefly MK.6[1]
- Hawker Hurricane Mk.XII (réplique)[1]
- Supermarine Spitfire Mk.XVI[1]

### Avions d'entraînement ou de transport
- Avro Anson V[1]
- Beech D18S Expeditor[1]
- Cessna T-50 Crane[1]
- de Havilland Canada DHC-5 Buffalo[1]
- Douglas DC-3[1]
- Douglas C-47 Dakota[1]
- Noorduyn Norseman[1]
- Stinson Voyager (Model 105)[1]

### Avions de chasse à réaction
- Avro Canada CF-100 Canuck[1]
- Canadair CF-104D Starfighter[1]
- Canadair CF-104G Starfighter
- Canadair CF-5 Freedom Fighter[1]
- Canadair Sabre MK.6[1]
- Canadair CT-133 Silver Star A[1]
- de Havilland Vampire FB.6[1]
- McDonnell CF-101B Voodoo[1]

### Bombardiers
- Avro Lancaster[1]
- Consolidated PBY-5A Canso[1]
- Bristol Bolingbroke[1]
- North American B-25 MitchellJ[1]
- TBM Avenger[1]

### Avions de lutte anti-sous-marine
- Grumman CSF-2 Tracker[1]

### Avions d'observation
- Westland Lysander Mk III[1]
- Auster AOP.6[1]
- Cessna L-19 Bird Dog[1]

### Avions d'entraînement monomoteurs
- Beechcraft CT-134 Musketeer[1]
- Boeing Stearman PT-17 Kaydet[1]
- Canadair CT-114 Tutor[1]
- de Havilland Canada DHC-1 Chipmunk[1]
- de Havilland DH.82 Tiger Moth[1]
- Fairchild PT-26B Cornell[1]
- Fleet Finch[1]
- Fleet 21K[1]
- Fleet 60K Fort[1]
- North American Harvard 4[1]
- North American NA-64 Yale[1]
- Nanchang CJ-6[1]

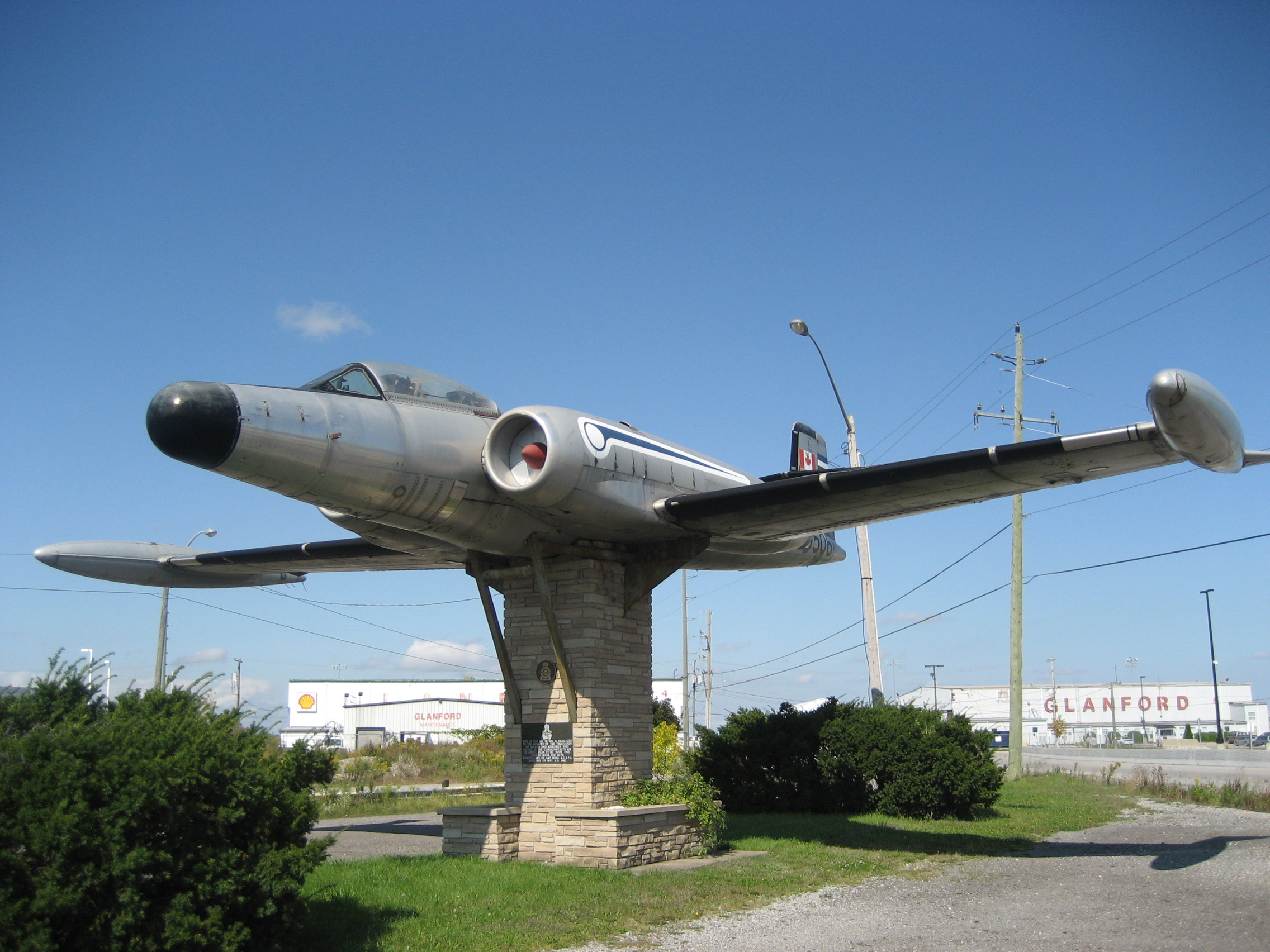
Avro Canada CF-100 Canuck
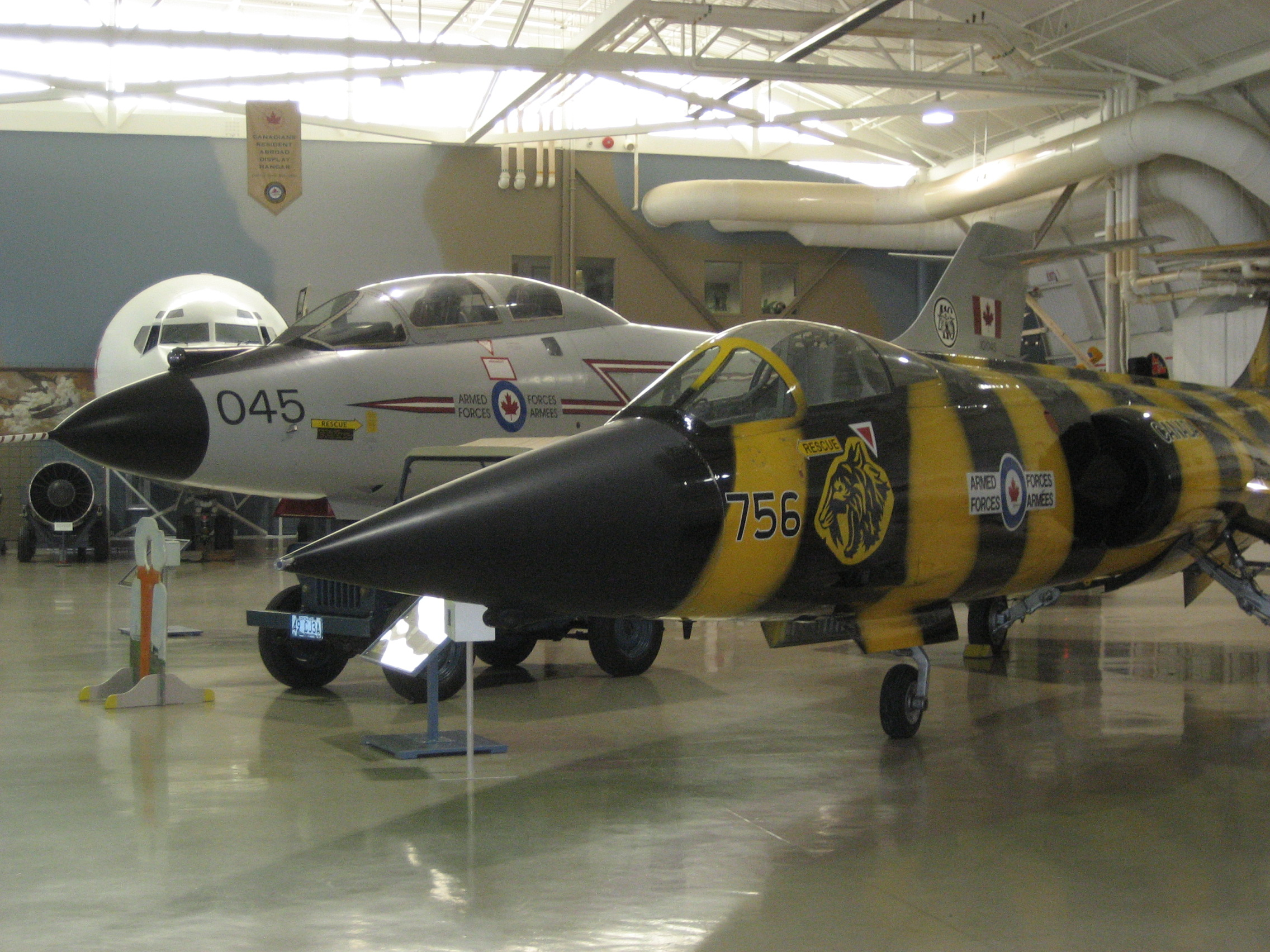
Lockheed F-104 Starfighter et McDonnell F-101 Voodoo
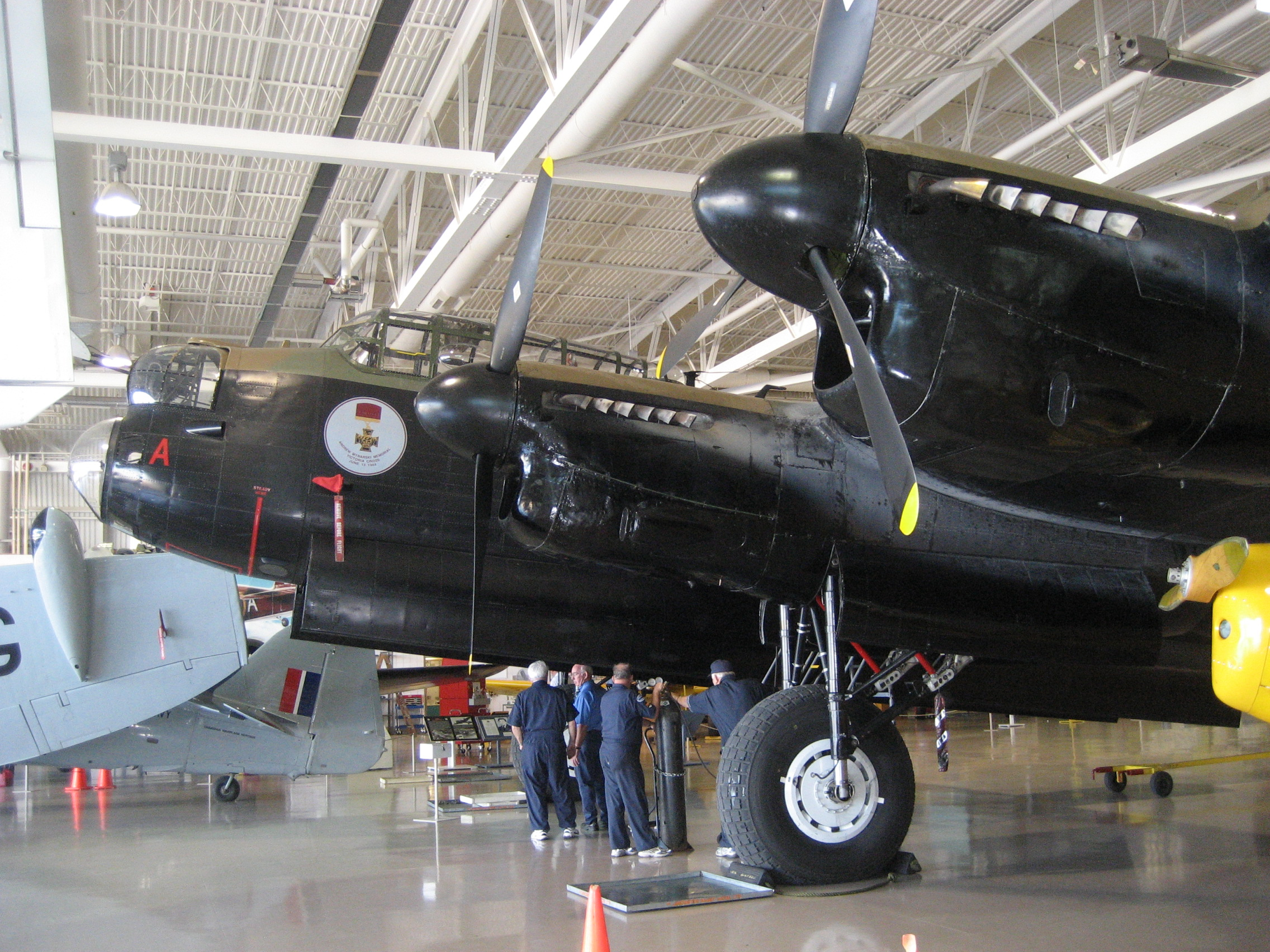
Avro Lancaster
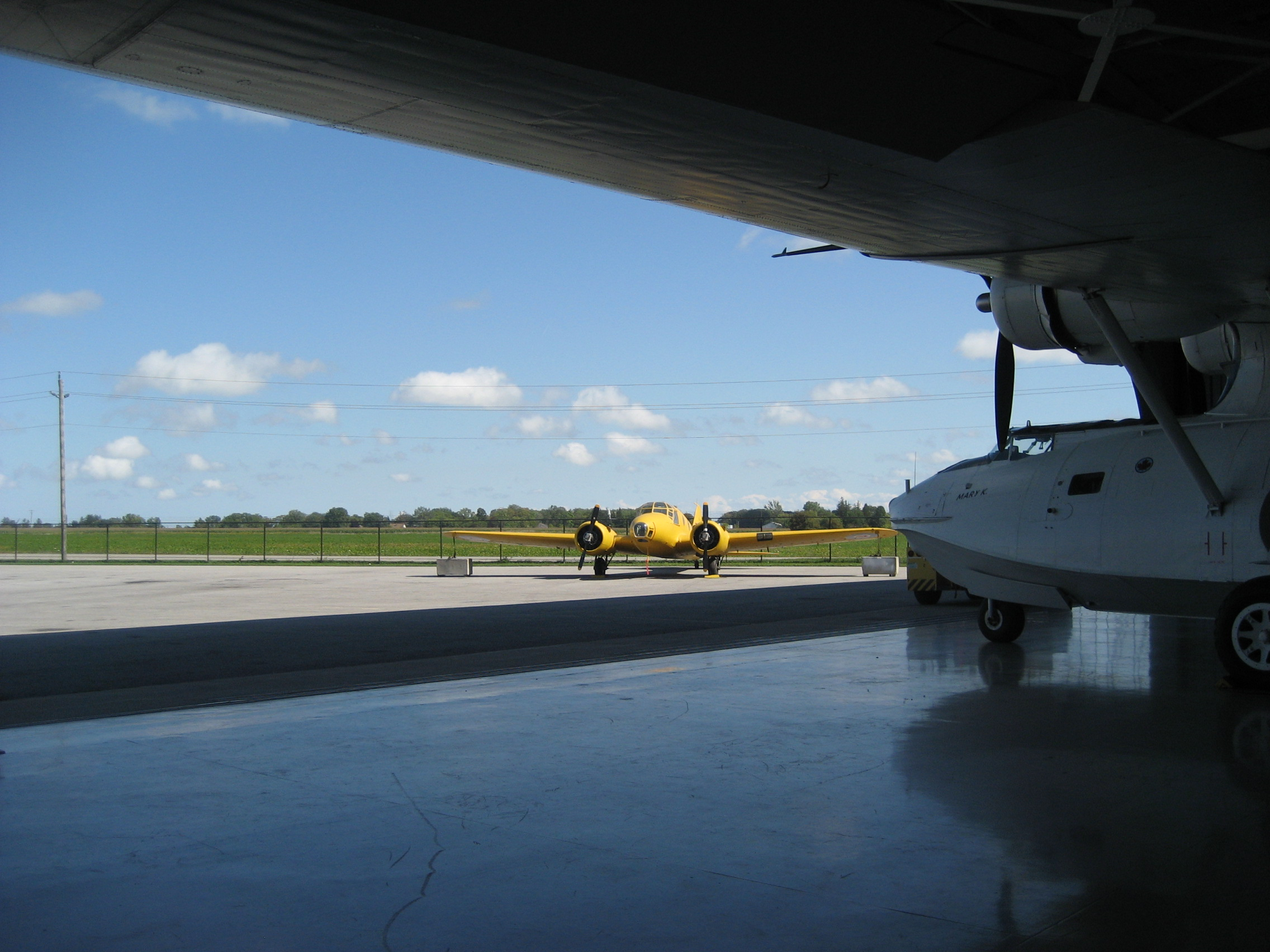
Consolidated PBY Catalina et Avro Anson
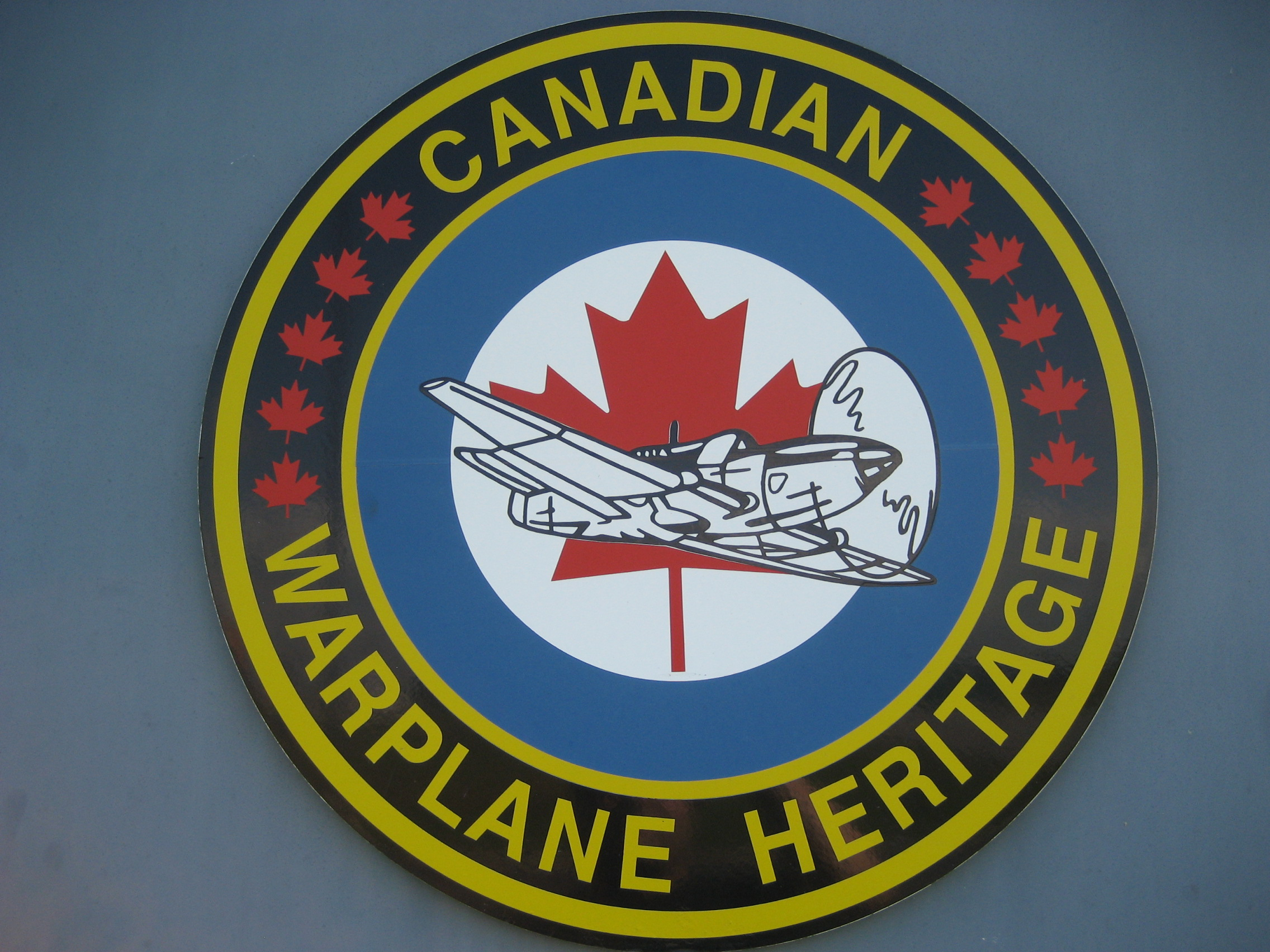
Logo du Canadian Warplane Heritage Museum
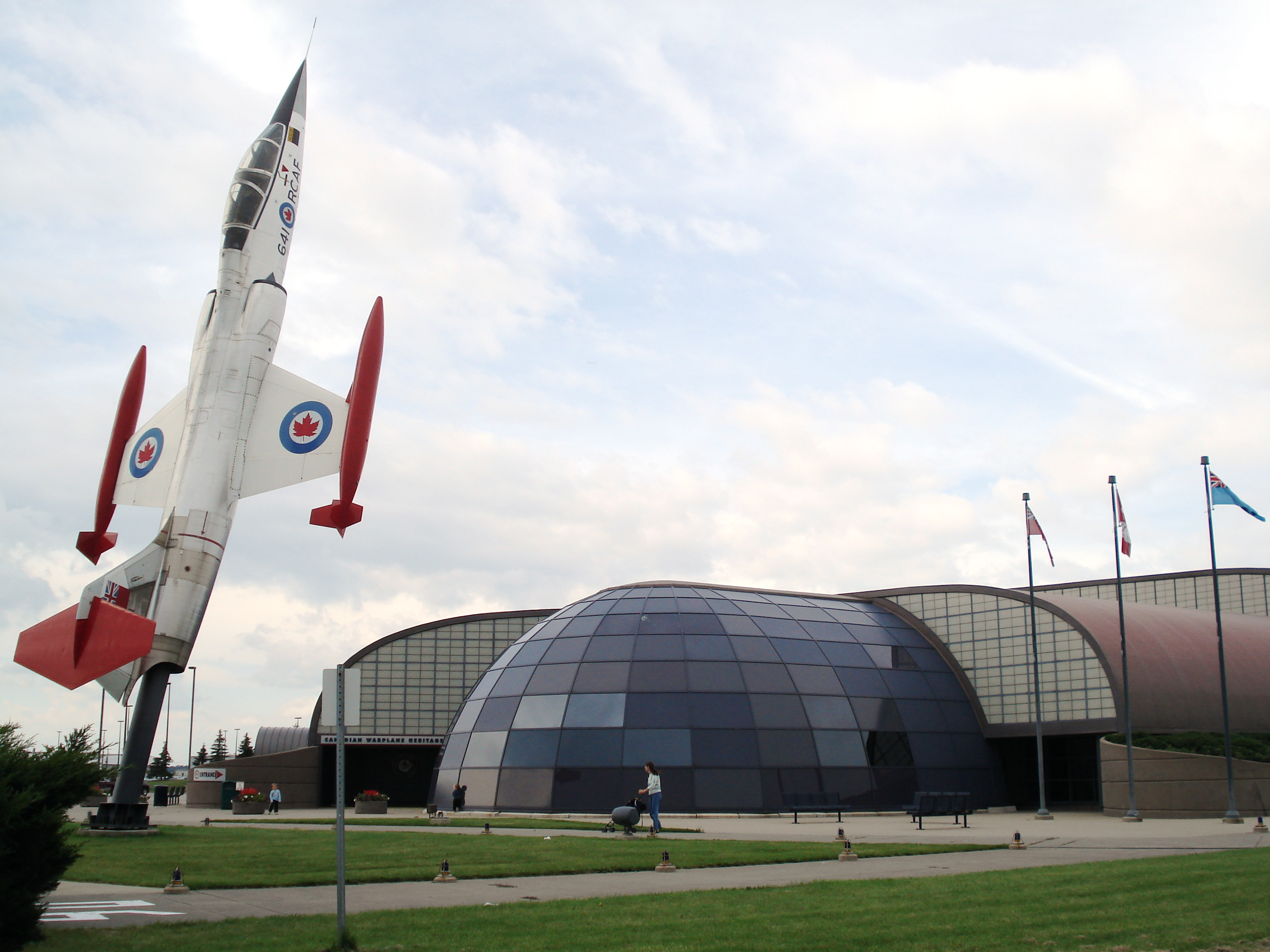
Lockheed F-104 Starfighter
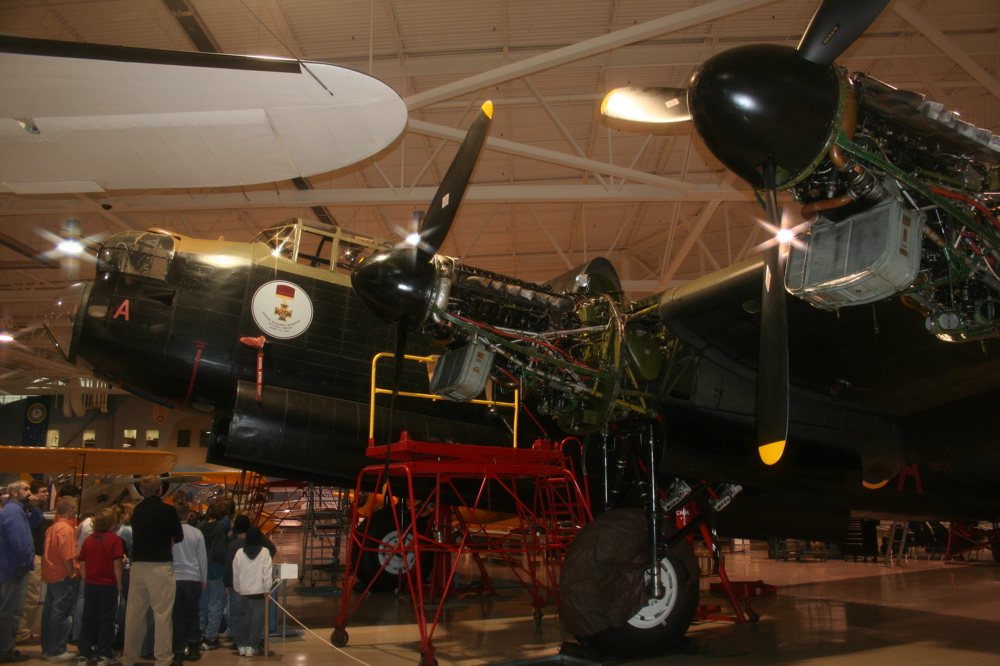
Mynarski Memorial Avro Lancaster
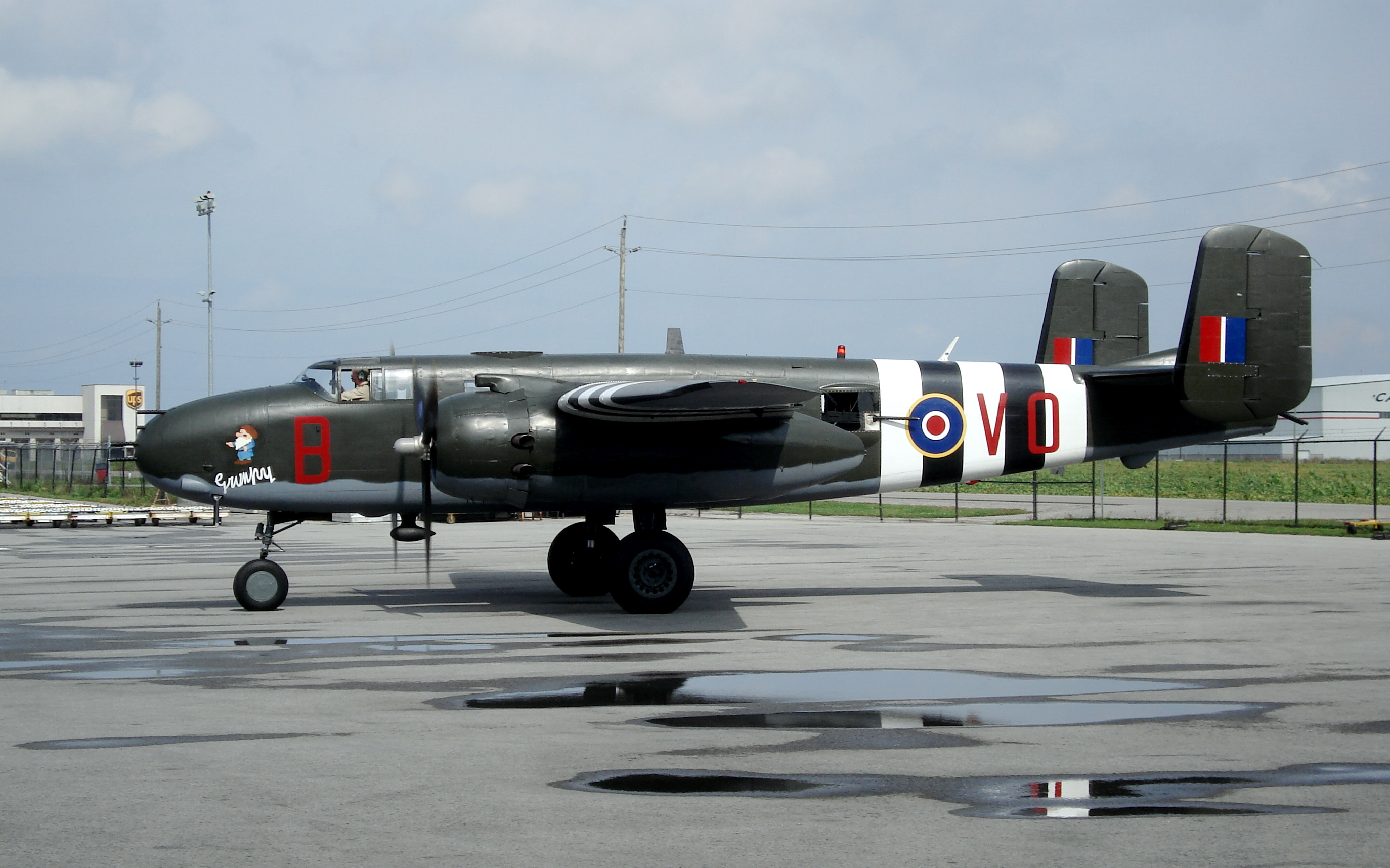
North American B-25 Mitchell
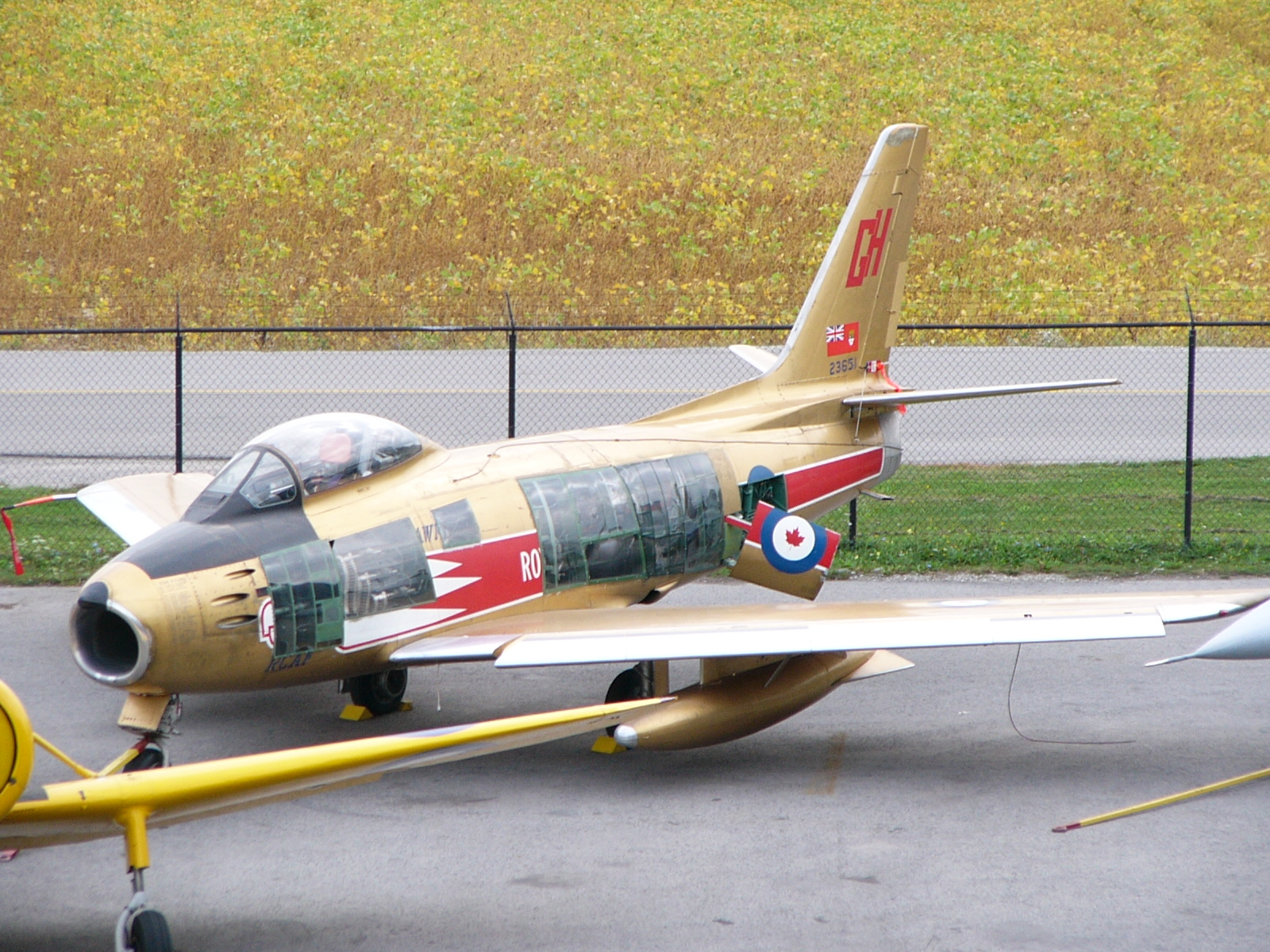
Canadair Sabre Mk VI
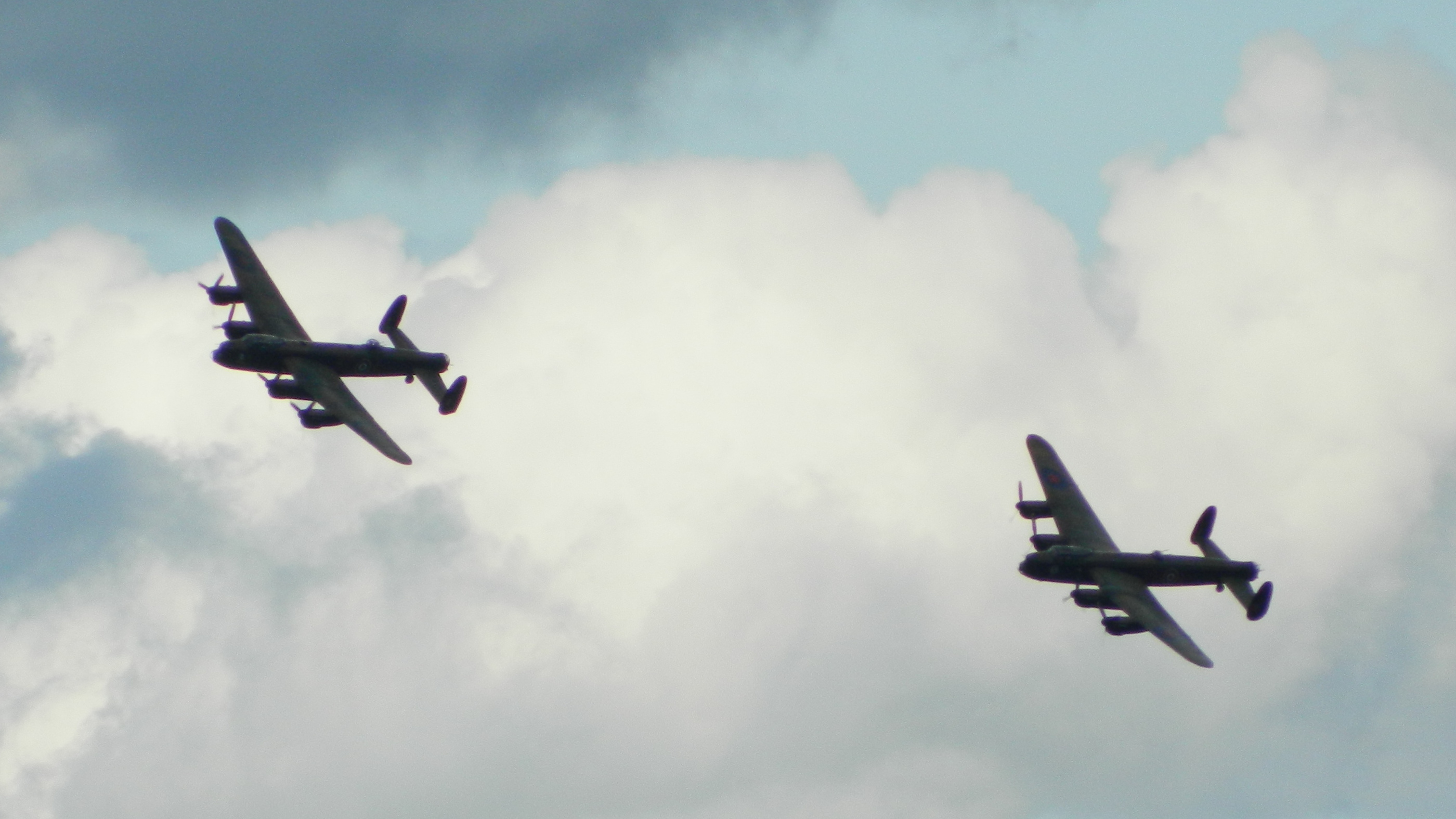
Le Lancaster du CWF durant une présentation en vol en 2014